# أغسطس لوسون
أغسطس لوسون (بالإنجليزية: Augustus Lawson) هو منافس ألعاب قوى غاني، ولد في 24 مايو 1930.

## وصلات خارجية
- أغسطس لوسون على موقع أوليمبيديا (الإنجليزية)
- أغسطس لوسون على موقع اتحاد ألعاب الكومنولث (مؤرشف) (الإنجليزية)